# Christoph Corbinus
Christoph Corbinus, auch Christoffer Corbiano, († um 1652 in Hamburg) war ein Tischlermeister und Baumeister.

## Leben und Wirken
Corbinus zog 1638 von Altona nach Hamburg, wo er 1638/39 den Hauptaltar der Hauptkirche Sankt Katharinen anfertigte. 1646 schuf er den Predigtstuhl der Kleinen Kirche Am Sande in Harburg. 1648 erstellte er ein Modell für den Neubau der Turmspitze von Sankt Katharinen, die einen Sturmschaden erlitten hatte. Für das Modell, dessen Form nicht dokumentiert ist, erhielt er 150 Mark. Die Spitze des Turmes entstand ab 1657 durch Peter Marquard. Bis Lebensende übernahm Corbinus die Aufsicht über die Reparatur des durch die herabgefallene Spitze beschädigten Turmschafts und des Kirchendaches.
Corbinus erstellte Pläne für das Kirchenschiff der Sankt Michaeliskirche, das ab 1649 gebaut wurde. Kirchenschiff und Turm verbrannten 1750. 1652 erstellte er darüber hinaus einen Taufengel für die Sankt Jacobikirche.